# Емайт (округ, Міссісіпі)
Шаблон:StateAbbr_ 31°10′ пн. ш. 90°48′ зх. д. / 31.17° пн. ш. 90.8° зх. д.
Округ  Емайт (англ. Amite County) — округ (графство) у штаті Міссісіпі, США. Ідентифікатор округу 28005.

## Історія
Округ утворений 1809 року.

## Демографія
За даними перепису 
2000 року 
загальне населення округу становило 13599 осіб, усе сільське.
Серед мешканців округу чоловіків було 6563, а жінок — 7036. В окрузі було 5271 домогосподарство, 3878 родин, які мешкали в 6446 будинках.
Середній розмір родини становив 3,06.
Віковий розподіл населення поданий у таблиці:
| Стать    | До 15 років | 15-21 | 22-29 | 30-39 | 40-49 | 50-65 | 65-85 | Понад 85 |
| -------- | ----------- | ----- | ----- | ----- | ----- | ----- | ----- | -------- |
| Чоловіки | 1451        | 718   | 566   | 816   | 988   | 1131  | 813   | 80       |
| Жінки    | 1375        | 697   | 601   | 911   | 1041  | 1217  | 1061  | 133      |

## Суміжні округи
- Франклін — північ
- Лінкольн — північний схід
- Пайк — схід
- Танґіпаоа, Луїзіана — південний схід
- Сент-Гелена, Луїзіана — південь
- Іст-Фелісіана, Луїзіана — південний захід
- Вілкінсон — захід

## Виноски
1. ↑  U.S. Decennial Census. United States Census Bureau. Архів оригіналу за 26 квітня 2015. Процитовано 2 листопада 2014.
2. ↑  Historical Census Browser. University of Virginia Library. Архів оригіналу за 11 серпня 2012. Процитовано 2 листопада 2014.
3. ↑  Population of Counties by Decennial Census: 1900 to 1990. United States Census Bureau. Архів оригіналу за 28 грудня 2014. Процитовано 2 листопада 2014.
4. ↑  Census 2000 PHC-T-4. Ranking Tables for Counties: 1990 and 2000 (PDF). United States Census Bureau. Архів оригіналу (PDF) за 18 грудня 2014. Процитовано 2 листопада 2014.
5. ↑  State & County QuickFacts. United States Census Bureau. Архів оригіналу за 6 липня 2011. Процитовано 2 вересня 2013.(англ.) Наведено за англійською вікіпедією.
6. ↑  American FactFinder. Бюро перепису населення США. Архів оригіналу за 21 травня 2008. Процитовано 31 січня 2008.

| США | Це незавершена стаття з географії США. Ви можете допомогти проєкту, виправивши або дописавши її. |